# 吳世勛 (韓國歌手)
吳世勳（韓語：오세훈，1991年6月29日—），韓國男歌手。2010年11月至2011年5月於MBC選秀節目《偉大的誕生》演出，為該季TOP5選手，美籍韓裔創作歌手。比賽結束後，與自己的導師代表房時赫簽署專屬合約，成為Big Hit娛樂歌手，Big Hit娛樂為他處理比賽結束之後的選秀相關活動。2015年5月11日，透過數位單曲《노래시작》正式出道。

## 音樂作品

### 單曲
|   | 單曲                                               | 收錄                                            |
| 1 | 《歌曲開始》（《노래시작》） - 發行: 2015年5月11日 | 1. 알아 알아 (與Apink的尹普美) 2. 알아 (演奏版) |

### 合輯
- 2011年4月22日 : Star Audition 偉大的誕生 Part.3 韓國偶像歌曲合輯 - no.1
- 2011年4月29日 : Star Audition 偉大的誕生 Part.4 歌王趙容弼名曲合輯 (With 偉大的誕生Band) - 去旅行吧
- 2011年5月6日：Star Audition 偉大的誕生 Part.5 走出Star Audition成為歌壇大名星 - 表演結束後

### 電視劇原聲帶
|   | 單曲                                            | 收錄                                   |
| 1 | 《像你的女兒OST Part.2》 - 發行: 2015年 6月 9日 | 1. 널 사랑할게 2. 널 사랑할게 (演奏版) |

## 演出作品

### 綜藝節目
- MBC 《Star Audition 偉大的誕生》(2010年11月5-2011年6月3日)
- MBC 《我們結婚了》與權梨世(2011年6月18日-2011年9月17日)
- MBC 《改變世界的問題》2011年6月28日
- MBC 《笑了又笑》特別演出(2011年7月15日)

### 電視劇
- 《全部我的愛》(台譯:金枝玉葉向錢衝) (2011年6月27日,154集-飾演英文老師)

## 外部連結
- David Oh的X（前Twitter）
- David Oh的Facebook專頁
- GON娛樂官方網站（页面存档备份，存于）